# Estoreta del ratolí

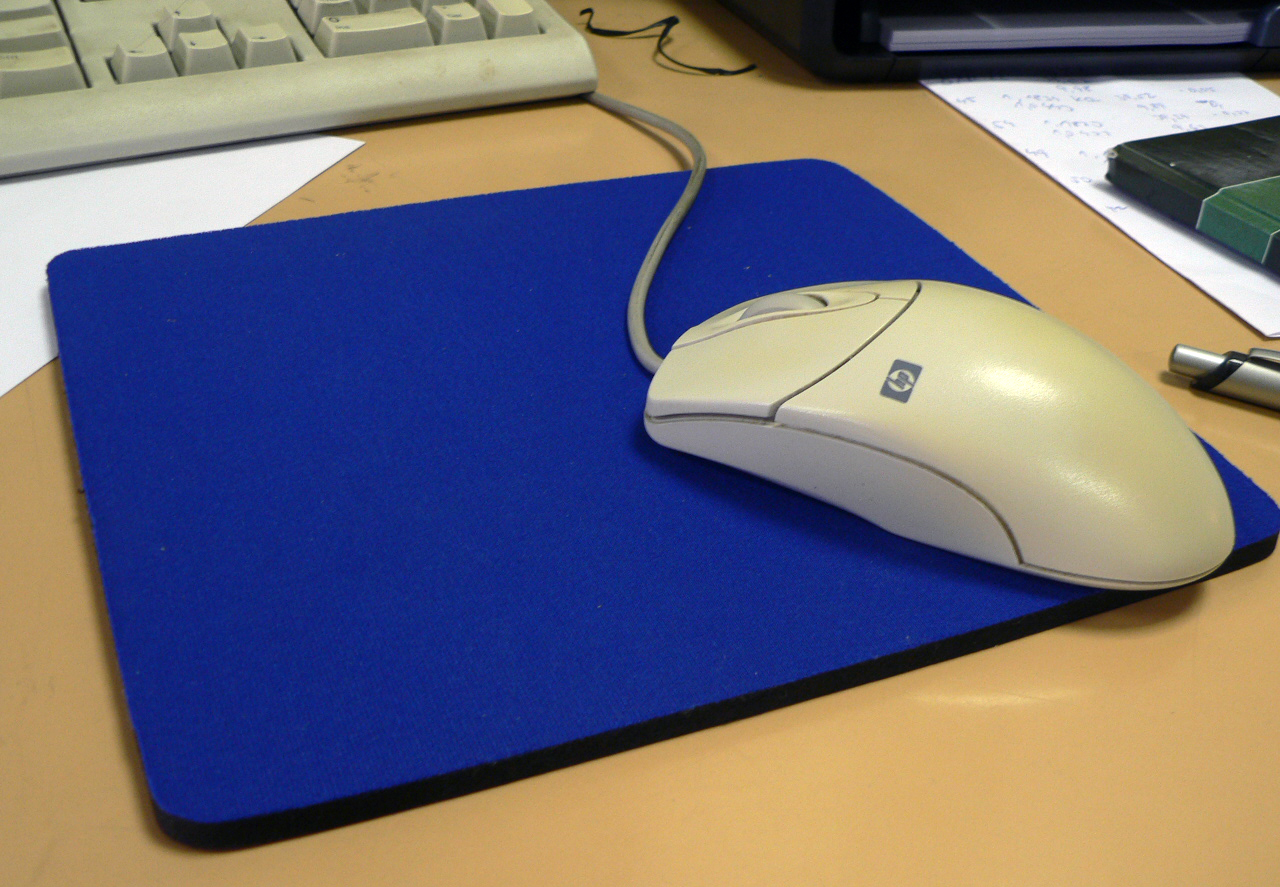
Una estoreta del ratolí blava.

L'estoreta del ratolí és un objecte amb una superfície tova o semirígida que sol ser de cautxú amb una base antilliscant sobre la qual es desplaça l'element de maquinari ratolí. Ajuden a evitar que els ratolins acumulen pols i restes en ser utilitzats.
Jack Kelley, un investigador, creà la primera estoreta del ratolí el 1969, un any després de la primera presentació del ratolí.
Una de les primeres empreses en fabricar estoretes del ratolí fou Moustrak.
Existeixen estoretes del ratolí amb imitacions de pits femenins des de la dècada del 2000.
El 2013 uns investigadors japonesos presentaren el "Sinkpad", una estoreta del ratolí que entra dins la categoria de maquinari que afegeix a les funcionalitats de les estoretes tradicionals (les que no són maquinari) la funcionalitat de poder enfonsar el ratolí dins l'estora per poder portar una finestra cap avant o cap al fons, vore les finestres sobreposades a la que veu l'usuari i augmentar la visió d'una zona concreta.